# Temporada 2014-2015 del FC Barcelona
Les dades més destacades de la temporada 2014-2015 del Futbol Club Barcelona són les següents:

## Plantilla
| N. | Pos. | Nac. | Jugador                  |
| -- | ---- | --- | ------------------------ |
| 1  | POR  | [[Fitxer:Flag of Germany.svg\|23x15px\|border \|alt=Alemanya\|link=Selecció de futbol d'Alemanya\|{{#if:\|]]                        | Marc-André ter Stegen    |
| 2  | DEF  | [[Fitxer:Flag of Catalonia.svg\|23x15px\|border \|alt=Catalunya\|link=Selecció de futbol de Catalunya\|{{#if:\|]]                   | Martín Montoya           |
| 3  | DEF  | [[Fitxer:Flag of Catalonia.svg\|23x15px\|border \|alt=Catalunya\|link=Selecció de futbol de Catalunya\|{{#if:\|]]                   | Gerard Piqué             |
| 4  | MIG  | [[Fitxer:Flag of Croatia.svg\|23x15px\|border \|alt=Croàcia\|link=Selecció de futbol de Croàcia\|{{#if:\|]]                         | Ivan Rakitić             |
| 5  | MIG  | [[Fitxer:Flag of Catalonia.svg\|23x15px\|border \|alt=Catalunya\|link=Selecció de futbol de Catalunya\|{{#if:\|]]                   | Sergio Busquets 4t       |
| 6  | MIG  | [[Fitxer:Flag of Catalonia.svg\|23x15px\|border \|alt=Catalunya\|link=Selecció de futbol de Catalunya\|{{#if:\|]]                   | Xavi Hernández 1r        |
| 7  | DAV  | [[Fitxer:Flag of the Canary Islands.svg\|23x15px\|border \|alt=Illes Canàries\|link=Selecció de futbol d'Illes Canàries\|{{#if:\|]] | Pedro Rodríguez          |
| 8  | MIG  | [[Fitxer:Bandera Castilla-La Mancha.svg\|23x15px\|border \|alt=Castella - la Manxa\|link=Castella - la Manxa\|{{#if:\|]]            | Andrés Iniesta 2n        |
| 9  | DAV  | [[Fitxer:Flag of Uruguay.svg\|23x15px\|border \|alt=Uruguai\|link=Selecció de futbol de l'Uruguai\|{{#if:\|]]                       | Luis Suárez              |
| 10 | DAV  | [[Fitxer:Flag of Argentina.svg\|23x15px\|border \|alt=Argentina\|link=Selecció de futbol de l'Argentina\|{{#if:\|]]                 | Lionel Messi 3r          |
| 11 | DAV  | [[Fitxer:Flag of Brazil.svg\|23x15px\|border \|alt=Brasil\|link=Selecció de futbol del Brasil\|{{#if:\|]]                           | Neymar                   |
| 12 | MIG  | [[Fitxer:Flag of Brazil.svg\|23x15px\|border \|alt=Brasil\|link=Selecció de futbol del Brasil\|{{#if:\|]]                           | Rafa Alcántara "Rafinha" |

| N. | Pos. | Nac. | Jugador                    |
| -- | ---- | --- | -------------------------- |
| 13 | POR  | [[Fitxer:Flag of Chile.svg\|23x15px\|border \|alt=Xile\|link=Selecció de futbol de Xile\|{{#if:\|]]                             | Claudio Bravo              |
| 14 | MIG  | [[Fitxer:Flag of Argentina.svg\|23x15px\|border \|alt=Argentina\|link=Selecció de futbol de l'Argentina\|{{#if:\|]]             | Javier Mascherano          |
| 15 | DEF  | [[Fitxer:Flag of Catalonia.svg\|23x15px\|border \|alt=Catalunya\|link=Selecció de futbol de Catalunya\|{{#if:\|]]               | Marc Bartra                |
| 16 | DEF  | [[Fitxer:Flag of Brazil.svg\|23x15px\|border \|alt=Brasil\|link=Selecció de futbol del Brasil\|{{#if:\|]]                       | Douglas Pereira dos Santos |
| 18 | DEF  | [[Fitxer:Flag of Catalonia.svg\|23x15px\|border \|alt=Catalunya\|link=Selecció de futbol de Catalunya\|{{#if:\|]]               | Jordi Alba                 |
| 20 | MIG  | [[Fitxer:Flag of Catalonia.svg\|23x15px\|border \|alt=Catalunya\|link=Selecció de futbol de Catalunya\|{{#if:\|]]               | Sergi Roberto              |
| 21 | DEF  | [[Fitxer:Flag of Brazil.svg\|23x15px\|border \|alt=Brasil\|link=Selecció de futbol del Brasil\|{{#if:\|]]                       | Adriano Correia            |
| 22 | DEF  | [[Fitxer:Flag of Brazil.svg\|23x15px\|border \|alt=Brasil\|link=Selecció de futbol del Brasil\|{{#if:\|]]                       | Dani Alves                 |
| 23 | DEF  | [[Fitxer:Flag of Belgium (civil).svg\|23x15px\|border \|alt=Bèlgica\|link=Selecció de futbol de Bèlgica\|{{#if:\|]]             | Thomas Vermaelen           |
| 24 | DEF  | [[Fitxer:Flag of France (1794–1815, 1830–1974).svg\|23x15px\|border \|alt=França\|link=Selecció de futbol de França\|{{#if:\|]] | Jérémy Mathieu             |
| 25 | POR  | [[Fitxer:Flag of Catalonia.svg\|23x15px\|border \|alt=Catalunya\|link=Selecció de futbol de Catalunya\|{{#if:\|]]               | Jordi Masip                |

Els equips que disputen la lliga espanyola de futbol estan limitats a tenir en la plantilla un màxim de tres jugadors sense passaport de la Unió Europea. La llista inclou només la principal nacionalitat de cada jugador. Alguns jugadors no europeus tenen doble nacionalitat d'algun país de la UE:
- Dani Alves té passaport espanyol.
- Messi té passaport espanyol.
- Javier Mascherano té passaport italià.
- Adriano Correia té passaport espanyol.
- Claudio Bravo té passaport espanyol.
- Rafinha té passaport espanyol.

### Altes
| N. | Pos. | Nac. | Jugador                                                                          |
| -- | ---- | --- | -------------------------------------------------------------------------------- |
| 12 | MIG  | [[Fitxer:Flag of Brazil.svg\|23x15px\|border \|alt=Brasil\|link=Selecció de futbol del Brasil\|{{#if:\|]]                       | Rafa Alcántara "Rafinha" (Torna de la cessió al RC Celta de Vigo)                |
| 25 | POR  | [[Fitxer:Flag of Catalonia.svg\|23x15px\|border \|alt=Catalunya\|link=Selecció de futbol de Catalunya\|{{#if:\|]]               | Jordi Masip i Lopez (Puja del FC Barcelona B)                                    |
| 1  | POR  | [[Fitxer:Flag of Germany.svg\|23x15px\|border \|alt=Alemanya\|link=Selecció de futbol d'Alemanya\|{{#if:\|]]                    | Ter Stegen (Fitxat del Borussia Mönchengladbach per 12 milions d'euros)          |
| 4  | MIG  | [[Fitxer:Flag of Croatia.svg\|23x15px\|border \|alt=Croàcia\|link=Selecció de futbol de Croàcia\|{{#if:\|]]                     | Ivan Rakitić (Fitxat del Sevilla FC per 18+3 milions d'euros)                    |
| 13 | POR  | [[Fitxer:Flag of Chile.svg\|23x15px\|border \|alt=Xile\|link=Selecció de futbol de Xile\|{{#if:\|]]                             | Claudio Bravo (Fitxat de la Reial Societat per 12 + 1 milions d'euros)           |
| 9  | DAV  | [[Fitxer:Flag of Uruguay.svg\|23x15px\|border \|alt=Uruguai\|link=Selecció de futbol de l'Uruguai\|{{#if:\|]]                   | Luis Alberto Suárez Díaz (Fitxat del Liverpool FC per 81 milions d'euros)        |
| 24 | DEF  | [[Fitxer:Flag of France (1794–1815, 1830–1974).svg\|23x15px\|border \|alt=França\|link=Selecció de futbol de França\|{{#if:\|]] | Jérémy Mathieu (Fitxat del Valencia CF per 20 milions d'euros)                   |
| 23 | DEF  | [[Fitxer:Flag of Belgium (civil).svg\|23x15px\|border \|alt=Bèlgica\|link=Selecció de futbol de Bèlgica\|{{#if:\|]]             | Thomas Vermaelen (Fitxat de l'Arsenal FC per 10 + 8,5 milions d'euros)           |
| 16 | DEF  | [[Fitxer:Flag of Brazil.svg\|23x15px\|border \|alt=Brasil\|link=Selecció de futbol del Brasil\|{{#if:\|]]                       | Douglas Pereira dos Santos (Fitxat del São Paulo FC per 4 + 1,5 milions d'euros) |

TOTAL despeses en fitxatges: 157+14 milions d'euros

### Baixes
| N. | Pos. | Nac. | Jugador                                                                              |
| -- | ---- | --- | ------------------------------------------------------------------------------------ |
| 1  | POR  | [[Fitxer:Flag of Catalonia.svg\|23x15px\|border \|alt=Catalunya\|link=Selecció de futbol de Catalunya\|{{#if:\|]]                 | Víctor Valdés (Finalització de contracte, jugarà al Manchester United Football Club) |
| 5  | DEF  | [[Fitxer:Flag of Catalonia.svg\|23x15px\|border \|alt=Catalunya\|link=Selecció de futbol de Catalunya\|{{#if:\|]]                 | Carles Puyol Saforcada (Retirada del futbol)                                         |
| 13 | POR  | [[Fitxer:Flag of Spain.svg\|23x15px\|border \|alt=Espanya\|link=Selecció de futbol d'Espanya\|{{#if:\|]]                          | José Manuel Pinto (Finalització de contracte)                                        |
| —  | DAV  | [[Fitxer:Flag of Brazil.svg\|23x15px\|border \|alt=Brasil\|link=Selecció de futbol del Brasil\|{{#if:\|]]                         | Keirrison de Souza Carneiro (Finalització de contracte, jugarà al Coritiba FBC)      |
| 4  | MIG  | [[Fitxer:Flag of Catalonia.svg\|23x15px\|border \|alt=Catalunya\|link=Selecció de futbol de Catalunya\|{{#if:\|]]                 | Cesc Fàbregas (Traspassat al Chelsea FC per 33+3 milions d'euros)                    |
| 12 | MIG  | [[Fitxer:Flag of Mexico.svg\|23x15px\|border \|alt=Mèxic\|link=Selecció de futbol de Mèxic\|{{#if:\|]]                            | Jonathan dos Santos (Traspassat al Vila-real CF per 1'5 + 0,5 milions d'euros)       |
| 23 | DAV  | [[Fitxer:Flag of Catalonia.svg\|23x15px\|border \|alt=Catalunya\|link=Selecció de futbol de Catalunya\|{{#if:\|]]                 | Isaac Cuenca López (Rescissió de contracte, jugarà al Deportivo de La Coruña)        |
| 9  | DAV  | [[Fitxer:Flag of Chile.svg\|23x15px\|border \|alt=Xile\|link=Selecció de futbol de Xile\|{{#if:\|]]                               | Alexis Sánchez (Traspassat a l'Arsenal FC per 38 + 4,5 milions d'euros)              |
| 25 | POR  | [[Fitxer:Flag of the Basque Country.svg\|23x15px\|border \|alt=País Basc\|link=Selecció de futbol del País Basc\|{{#if:\|]]       | Oier Olazábal Paredes (Traspassat al Granada CF per 0 milions d'euros)               |
| 20 | DAV  | [[Fitxer:Flag of Catalonia.svg\|23x15px\|border \|alt=Catalunya\|link=Selecció de futbol de Catalunya\|{{#if:\|]]                 | Cristian Tello (Cedit al FC Porto per 2 milions d'euros)                             |
| —  | DAV  | [[Fitxer:Flag of Catalonia.svg\|23x15px\|border \|alt=Catalunya\|link=Selecció de futbol de Catalunya\|{{#if:\|]]                 | Bojan Krkić Pérez (Traspassat a l'Stoke City per 1,7 milions d'euros)                |
| 19 | DAV  | [[Fitxer:Flag of the Netherlands.svg\|23x15px\|border \|alt=Països Baixos\|link=Selecció de futbol dels Països Baixos\|{{#if:\|]] | Ibrahim Afellay (Cedit a l'Olympiakos FC)                                            |
| 27 | DAV  | [[Fitxer:Flag of Catalonia.svg\|23x15px\|border \|alt=Catalunya\|link=Selecció de futbol de Catalunya\|{{#if:\|]]                 | Gerard Deulofeu (Cedit al Sevilla FC)                                                |
| 17 | MIG  | [[Fitxer:Flag of Cameroon.svg\|23x15px\|border \|alt=Camerun\|link=Selecció de futbol del Camerun\|{{#if:\|]]                     | Alex Song (Cedit al West Ham United FC)                                              |

TOTAL ingressos per vendes: 76'2+8 milions d'euros

### Equip tècnic
- Entrenador:  Luis Enrique Martínez[1]
  - Segon entrenador: Juan Carlos Unzué
  - Segon entrenador: Robert Moreno
  - Auxiliar tècnic: Joan Barbarà i Mata
  - Preparador físic: Rafel Pol
  - Psicòleg: Joaquín Valdés
  - Entrenador de porters: José Ramón de la Fuente
- Responsable de l'equip mèdic: Ramon Canal
  - Metges: Dr. Ricard Pruna, Dr. Daniel Medina
  - Recuperadors: Juanjo Brau
  - Fisioterapeutes: Jaume Munill, Roger Gironès, David Álvarez
  - Podòleg: Martín Rueda
- Anàlisi tàctica i Scouting: Àlex Garcia
- Encarregats de material: Chema Corbella, José Antonio Ibarz i Gabriel Galán
- Oficina d'Atenció al Jugador: Pepe Costa

## Filial

### Plantilla
A 1 setembre 2014
| N. | Pos. | Nac. | Jugador              |
| -- | ---- | --- | -------------------- |
| 1  | POR  | [[Fitxer:Flag of Cameroon.svg\|23x15px\|border \|alt=Camerun\|link=Selecció de futbol del Camerun\|{{#if:\|]]                                  | Fabrice Ondoa        |
| 2  | DEF  | [[Fitxer:Flag of the Balearic Islands.svg\|23x15px\|border \|alt=Illes Balears\|link=Selecció de futbol de les Illes Balears\|{{#if:\|]]       | Joan Campins         |
| 3  | DEF  | [[Fitxer:Flag of the Valencian Community (2x3).svg\|23x15px\|border \|alt=País Valencià\|link=Selecció de futbol del País Valencià\|{{#if:\|]] | Álex Grimaldo ( 2n)  |
| 5  | DEF  | [[Fitxer:Flag of Portugal.svg\|23x15px\|border \|alt=Portugal\|link=Selecció de futbol de Portugal\|{{#if:\|]]                                 | Edgar Ié             |
| 6  | MIG  | [[Fitxer:Flag of Catalonia.svg\|23x15px\|border \|alt=Catalunya\|link=Selecció de futbol de Catalunya\|{{#if:\|]]                              | Sergi Samper ( 3r)   |
| 7  | MIG  | [[Fitxer:Flag of Argentina.svg\|23x15px\|border \|alt=Argentina\|link=Selecció de futbol de l'Argentina\|{{#if:\|]]                            | Maxi Rolón           |
| 8  | MIG  | [[Fitxer:Flag of Catalonia.svg\|23x15px\|border \|alt=Catalunya\|link=Selecció de futbol de Catalunya\|{{#if:\|]]                              | Pol Calvet           |
| 9  | DAV  | [[Fitxer:Flag of Cameroon.svg\|23x15px\|border \|alt=Camerun\|link=Selecció de futbol del Camerun\|{{#if:\|]]                                  | Jean-Marie Dongou    |
| 10 | MIG  | [[Fitxer:Flag of Catalonia.svg\|23x15px\|border \|alt=Catalunya\|link=Selecció de futbol de Catalunya\|{{#if:\|]]                              | Gerard Gumbau        |
| 12 | MIG  | [[Fitxer:Flag of North Macedonia.svg\|23x15px\|border \|alt=Macedònia del Nord\|link=Selecció de futbol de Macedònia\|{{#if:\|]]               | David Babunski ( 4t) |
| 13 | POR  | [[Fitxer:Flag of the Valencian Community (2x3).svg\|23x15px\|border \|alt=País Valencià\|link=Selecció de futbol del País Valencià\|{{#if:\|]] | Adrián Ortolá ( 5è)  |
| 14 | MIG  | [[Fitxer:Flag of Spain.svg\|23x15px\|border \|alt=Espanya\|link=Selecció de futbol d'Espanya\|{{#if:\|]]                                       | Bicho                |

| N. | Pos. | Nac. | Jugador             |
| -- | ---- | --- | ------------------- |
| 15 | DEF  | [[Fitxer:Flag of Cameroon.svg\|23x15px\|border \|alt=Camerun\|link=Selecció de futbol del Camerun\|{{#if:\|]]     | Frank Bagnack       |
| 17 | MIG  | [[Fitxer:Flag of Spain.svg\|23x15px\|border \|alt=Espanya\|link=Selecció de futbol d'Espanya\|{{#if:\|]]          | Juan Cámara         |
| 20 | DEF  | [[Fitxer:Flag of Senegal.svg\|23x15px\|border \|alt=Senegal\|link=Selecció de futbol del Senegal\|{{#if:\|]]      | Diawandou Diagne    |
| 21 | DEF  | [[Fitxer:Flag of Catalonia.svg\|23x15px\|border \|alt=Catalunya\|link=Selecció de futbol de Catalunya\|{{#if:\|]] | Sergio Juste ()     |
| 22 | DEF  | [[Fitxer:Flag of Spain.svg\|23x15px\|border \|alt=Espanya\|link=Selecció de futbol d'Espanya\|{{#if:\|]]          | Lucas Gafarot       |
| 23 | MIG  | [[Fitxer:Flag of Croatia.svg\|23x15px\|border \|alt=Croàcia\|link=Selecció de futbol de Croàcia\|{{#if:\|]]       | Alen Halilović      |
| 24 | DEF  | [[Fitxer:Flag of Spain.svg\|23x15px\|border \|alt=Espanya\|link=Selecció de futbol d'Espanya\|{{#if:\|]]          | Robert Costa        |
| 25 | POR  | [[Fitxer:Flag of Spain.svg\|23x15px\|border \|alt=Espanya\|link=Selecció de futbol d'Espanya\|{{#if:\|]]          | José Aurelio Suárez |
| 30 | MIG  | [[Fitxer:Flag of Cameroon.svg\|23x15px\|border \|alt=Camerun\|link=Selecció de futbol del Camerun\|{{#if:\|]]     | Wilfrid Kaptoum     |
| —  | DEF  | [[Fitxer:Flag of Nigeria.svg\|23x15px\|border \|alt=Nigèria\|link=Selecció de futbol de Nigèria\|{{#if:\|]]       | Elohor Godswill     |

### Baixes
Actualitzada a 31 de gener de 2014.
| N. | Pos. | Nac. | Jugador                                                                            |
| -- | ---- | --- | ---------------------------------------------------------------------------------- |
| 5  | DEF  | [[Fitxer:Flag of Catalonia.svg\|23x15px\|border \|alt=Catalunya\|link=Selecció de futbol de Catalunya\|{{#if:\|]]                              | Marc Muniesa (Marxa al final de temporada a l'Stoke City Football Club)            |
| 22 | DAV  | [[Fitxer:Flag of Argentina.svg\|23x15px\|border \|alt=Argentina\|link=Selecció de futbol de l'Argentina\|{{#if:\|]]                            | Sergio Araujo (Marxa al final de temporada al Club Atlético Tigre)                 |
| 9  | DAV  | [[Fitxer:Flag of Spain.svg\|23x15px\|border \|alt=Espanya\|link=Selecció de futbol d'Espanya\|{{#if:\|]]                                       | Luis Alberto (Marxa al final de temporada al Liverpool FC)                         |
| 6  | MIG  | [[Fitxer:Flag of Spain.svg\|23x15px\|border \|alt=Espanya\|link=Selecció de futbol d'Espanya\|{{#if:\|]]                                       | David Lombán (Marxa al final de temporada a l'Elx Club de Futbol)                  |
| 23 | DAV  | [[Fitxer:Flag of Spain.svg\|23x15px\|border \|alt=Espanya\|link=Selecció de futbol d'Espanya\|{{#if:\|]]                                       | Miguel Ángel Sainz-Maza (Marxa al final de temporada al Reggina Calcio)            |
| 2  | DEF  | [[Fitxer:Flag of Catalonia.svg\|23x15px\|border \|alt=Catalunya\|link=Selecció de futbol de Catalunya\|{{#if:\|]]                              | Ivan Balliu (Marxa al final de temporada al FC Arouca)                             |
| 15 | DAV  | [[Fitxer:Flag of the Valencian Community (2x3).svg\|23x15px\|border \|alt=País Valencià\|link=Selecció de futbol del País Valencià\|{{#if:\|]] | Kiko Femenía (Marxa al final de temporada al Reial Madrid Castella Club de Futbol) |
| 20 | MIG  | [[Fitxer:Flag of Portugal.svg\|23x15px\|border \|alt=Portugal\|link=Selecció de futbol de Portugal\|{{#if:\|]]                                 | Gustavo Ledes (Marxa al final de temporada al Rio Ave Futebol Clube)               |
| 17 | DAV  | [[Fitxer:Flag of Catalonia.svg\|23x15px\|border \|alt=Catalunya\|link=Selecció de futbol de Catalunya\|{{#if:\|]]                              | Cristian Lobato (Marxa al final de temporada (sense equip))                        |
| 7  | DAV  | [[Fitxer:Flag of Catalonia.svg\|23x15px\|border \|alt=Catalunya\|link=Selecció de futbol de Catalunya\|{{#if:\|]]                              | Gerard Deulofeu (Marxa cedit a l'Everton Football Club)                            |
| 12 | MIG  | [[Fitxer:Flag of Brazil.svg\|23x15px\|border \|alt=Brasil\|link=Selecció de futbol del Brasil\|{{#if:\|]]                                      | Rafael Alcántara (Marxa cedit al Real Club Celta de Vigo)                          |
| 21 | MIG  | [[Fitxer:Flag of Catalonia.svg\|23x15px\|border \|alt=Catalunya\|link=Selecció de futbol de Catalunya\|{{#if:\|]]                              | Jordi Quintillà (Marxa cedit al Centre d'Esports l'Hospitalet)                     |
| 19 | MIG  | [[Fitxer:Flag of Catalonia.svg\|23x15px\|border \|alt=Catalunya\|link=Selecció de futbol de Catalunya\|{{#if:\|]]                              | Sergio Ayala (Marxa cedit al València Club de Futbol Mestalla)                     |
| 8  | MIG  | [[Fitxer:Flag of Portugal.svg\|23x15px\|border \|alt=Portugal\|link=Selecció de futbol de Portugal\|{{#if:\|]]                                 | Agostinho Cá (Marxa cedit al Girona FC)                                            |
| 28 | DAV  | [[Fitxer:Flag of Paraguay.svg\|23x15px\|border \|alt=Paraguai\|link=Selecció de futbol del Paraguai\|{{#if:\|]]                                | Antonio Sanabria (Traspassat a la US Sassuolo)                                     |
| 7  | DAV  | [[Fitxer:Flag of Catalonia.svg\|23x15px\|border \|alt=Catalunya\|link=Selecció de futbol de Catalunya\|{{#if:\|]]                              | Joan Àngel Román (Marxa cedit al Vila-real CF)                                     |

### Altes
| N. | Pos. | Nac. | Jugador                                                 |
| -- | ---- | --- | ------------------------------------------------------- |
| 12 | MIG  | [[Fitxer:Flag of North Macedonia.svg\|23x15px\|border \|alt=Macedònia del Nord\|link=Selecció de futbol de Macedònia\|{{#if:\|]]               | David Babunski (Puja del juvenil)                       |
| 15 | DEF  | [[Fitxer:Flag of Cameroon.svg\|23x15px\|border \|alt=Camerun\|link=Selecció de futbol del Camerun\|{{#if:\|]]                                  | Frank Bagnack (Puja del juvenil)                        |
| 16 | MIG  | [[Fitxer:Flag of Catalonia.svg\|23x15px\|border \|alt=Catalunya\|link=Selecció de futbol de Catalunya\|{{#if:\|]]                              | Sergi Samper (Puja del juvenil)                         |
| 17 | MIG  | [[Fitxer:Flag of Galicia.svg\|23x15px\|border \|alt=Galícia\|link=Selecció de futbol de Galícia\|{{#if:\|]]                                    | Denis Suárez (Fitxat del Manchester City Football Club) |
| 18 | MIG  | [[Fitxer:Flag of Catalonia.svg\|23x15px\|border \|alt=Catalunya\|link=Selecció de futbol de Catalunya\|{{#if:\|]]                              | Pol Calvet (Puja del juvenil)                           |
| 20 | DAV  | [[Fitxer:Flag of the Balearic Islands.svg\|23x15px\|border \|alt=Illes Balears\|link=Selecció de futbol de les Illes Balears\|{{#if:\|]]       | Dani Nieto (Fitxat de l'Agrupación Deportiva Alcorcón)  |
| 22 | DEF  | [[Fitxer:Flag of Catalonia.svg\|23x15px\|border \|alt=Catalunya\|link=Selecció de futbol de Catalunya\|{{#if:\|]]                              | Lucas Gafarot (Puja del juvenil)                        |
| 23 | MIG  | [[Fitxer:Flag of Spain.svg\|23x15px\|border \|alt=Espanya\|link=Selecció de futbol d'Espanya\|{{#if:\|]]                                       | Edu Bedia (Fitxat de l'Hèrcules Club de Futbol)         |
| 25 | POR  | [[Fitxer:Flag of the Valencian Community (2x3).svg\|23x15px\|border \|alt=País Valencià\|link=Selecció de futbol del País Valencià\|{{#if:\|]] | Adrià Ortolà (Fitxat del Vila-real Club de Futbol)      |
| 26 | DEF  | [[Fitxer:Flag of Catalonia.svg\|23x15px\|border \|alt=Catalunya\|link=Selecció de futbol de Catalunya\|{{#if:\|]]                              | Xavi Quintillà (Puja del juvenil)                       |
| 27 | DAV  | [[Fitxer:Flag of Catalonia.svg\|23x15px\|border \|alt=Catalunya\|link=Selecció de futbol de Catalunya\|{{#if:\|]]                              | Adama Traoré (Puja del juvenil)                         |
| 28 | DAV  | [[Fitxer:Flag of Paraguay.svg\|23x15px\|border \|alt=Paraguai\|link=Selecció de futbol del Paraguai\|{{#if:\|]]                                | Antonio Sanabria (Puja del juvenil)                     |
| 29 | DAV  | [[Fitxer:Flag of Spain.svg\|23x15px\|border \|alt=Espanya\|link=Selecció de futbol d'Espanya\|{{#if:\|]]                                       | Sandro Ramírez (Puja del juvenil)                       |
| 30 | DAV  | [[Fitxer:Flag of Morocco.svg\|23x15px\|border \|alt=Marroc\|link=Selecció de futbol del Marroc\|{{#if:\|]]                                     | Munir El Haddadi (Puja del juvenil)                     |
| 31 | POR  | [[Fitxer:Flag of Cameroon.svg\|23x15px\|border \|alt=Camerun\|link=Selecció de futbol del Camerun\|{{#if:\|]]                                  | Fabrice Ondoa (Puja del juvenil)                        |
| 32 | DEF  | [[Fitxer:Flag of Nigeria.svg\|23x15px\|border \|alt=Nigèria\|link=Selecció de futbol de Nigèria\|{{#if:\|]]                                    | Godswill Ekpolo (Puja del juvenil)                      |
| 33 | DEF  | [[Fitxer:Flag of the Balearic Islands.svg\|23x15px\|border \|alt=Illes Balears\|link=Selecció de futbol de les Illes Balears\|{{#if:\|]]       | Joan Campins (Puja del juvenil)                         |

### Cos tècnic
- Primer entrenador:Eusebio Sacristán & Jordi Vinyals
- Segon entrenador: Pep Muñoz
- Entrenador de porters: Carles Busquets
- Preparador físic: Antonio José Gómez
- Delegat: Antoni Alonso Velázquez
- Fisioterapeutes: Jaume Minull, Juanjo Brau, Emili Ricart i Roger Gironès

## Partits

### Trofeu Colombino
| 19 juliol 2014 | Recreativo de Huelva | 0–1     | FC Barcelona | Huelva                                                |  |
| 20:45          |                      | Detalls | Román 67'    | Nuevo Colombino · 5,629 espectadors · Jorge Vásquez · |  |

### Amistosos
| 2 agost 2014 | OGC Nice           | 1–1     | FC Barcelona  | Niça                                                           |  |
| 20:45        | Cvitanich 21' (p.) | Detalls | Xavi 68' (p.) | Allianz Riviera · 21,847 espectadors · Ruddy Buquet (França) · |  |

| 6 agost 2014 | SSC Napoli   | 1–0     | FC Barcelona | Ginebra                                                          |  |
| 20:00        | Džemaili 80' | Detalls |              | Stade de Genève · 14,852 espectadors · Stephan Studer (Suïssa) · |  |

| 9 agost 2014 | HJK Helsinki | 0–6     | FC Barcelona                                                           | Hèlsinki                                                                         |  |
| 16:00        |              | Detalls | Munir 5', 17' · Sergi Roberto 9' · Piqué 24' · Bartra 50' · Sandro 82' | Helsinki Olympic Stadium · 40,435 espectadors · Mattias Gestranius (Finlàndia) · |  |

### Trofeu Joan Gamper
| 18 agost 2014 | FC Barcelona                                             | 6–0     | Club León | Barcelona                                                          |  |
| 20:30         | Messi 3' · Neymar 12', 44' · Munir 55', 78' · Sandro 89' | Detalls |           | Camp Nou · 72,475 espectadors · Alfonso Javier Álvarez Izquierdo · |  |